# Квицдорф-ам-Зе
Квицдорф-ам-Зе или Кве́танецы-Пши-Йе́зору (нем. Quitzdorf am See; в.-луж. Kwětanecy při jězoru) — коммуна в Германии, в земле Саксония. Подчиняется административному округу Дрезден. Входит в состав района Гёрлиц. Подчиняется управлению Диза. Население составляет 1372 человека (на 31 декабря 2010 года). Занимает площадь 36,20 км².
Коммуна подразделяется на 5 сельских округов:
- Колльм (Холм)
- Петерсхайн (Гозница)
- Хорша (Горшов)
- Шпройц (Спрёйцы)
- Штайнёльза (Каментна-Вольшинка)

Входит в состав культурно-территориальной автономии «Лужицкая поселенческая область», на территории которой действуют законодательные акты земель Саксонии и Бранденбурга, содействующие сохранению лужицких языков и культуры лужичан. Официальным языком в населённом пункте, помимо немецкого, является лужицкий.